# Noise
Noise er en musikgenre som anvender lyde, der under normale omstændigheder er anset som ubehagelige eller plagsomme. Musikgenrens navn, noise, eller støj på dansk, anses som en selvmodsigelse, da "støj" normalt defineres som uønsket larm, og musik generelt er direkte modsat. Noisekunstneren Masami "Merzbow" Akita har i denne forbindelse kommenteret: "Hvis du med 'støj' (noise) mener ubehagelig lyd, så er popmusik støj for mig." Noise udgør ofte også en den af industrialmiljøet, uden dog nødvendigvis at være en fast bestanddel.